# Urogastrona
Urogastrona é um polipeptídeo secretado pelas glândulas de Brunner no duodeno e que inibem a secreção de ácido gástrico e a motilidade do estômago. Tem uma estrutura muito semelhante que o fator de crescimento epidérmico. Pode ser encontrado na urina.